# Андреєв Микола Петрович (художник)
Микола Петрович Андре́єв (нар. 27 квітня 1936, Лисичанськ) — український живописець; член Спілки художників України з 1993 року.

## Життєпис
Народився 27 квітня 1936 року в місті Лисичанську (нині Сіверськодонецький район Луганської області, Україна). 1966 року закінчив Кримське художнє училище імені Миколи Самокиша у Сімферополі.
Протягом 1966—1994 років працював художником-оформлювачем Ялтинських художньо-виробничих майстерень, з 1994 року — на пенсії. Мешкав у Ялті в будину на вулиці Московській, № 25, квартира № 9.

## Творчість
Працював у галузі станкового живопису. Серед робіт:
- «За викликом» (1967);
- «Бойова юність» (1969);
- «Перед польотом» (1974);
- «Бухта» (1975);
- «Пам'ять юності» (1977);
- «Розмова» (1977);
- «Порт» (1985);
- «Теплий день» (1987);
- «Кримська осінь» (1987);
- «Дощовий день» (1987);
- «Букет троянд» (1987);
- «Пам'ять матері» (1987);
- «На Басейній» (1987);
- «Партизанська застава» (1987);
- «Соколине» (1987);
- «Проталини» (1987);
- «Рідна земля» (1987);
- «Перша траса» (1988);
- «Нова траса» (1988);
- «Соняшник» (1988);
- «Тополя» (1988).

Брав участь в оформленні санаторіїв, фестивалів, міських свят.
Протягом 1966—1996 років брав участь у всеукраїнських та кримських виставках; провів кілька персональних виставок у Ялті.